# Хоэнветтерсбах
Хоэнветтерсбах (нем. Hohenwettersbach) — район города Карлсруэ, расположенный в горной его части. Находится к востоку от Дурлаха на горе между городскими районами Вольфартсвайером и Грюнветтерсбахом.

## История
Хоэнветтерсбах впервые упоминался в 1262 году под именем Dürrenwettersbach (по-немецки, «Сухой ручей погоды»), видимо из-за географического расположения, так как здесь всегда преобладал дефицит воды. 19 декабря 1971 бургомистром Эрвином Грэбером и обер-бургомистром Отто Дулленкопфом был подписан договор о включении Хоэнветтерсбаха в состав города Карлсруэ. Договор вступил в силу 1 января 1972 года.

## Местное управление и политика
Местной администрация Хоэнветтерсбаха имеет свою штаб-квартиру в мэрии. Хоэнветтерсбах находится в ведении Эльке Эрнеманн (СДПГ), стоящей во главе местного совета, состоящего из восьми членов.

## Инфраструктура
Хоэнветтерсбах обслуживается автобусными маршрутами № 24 и № 44, а также ночной автобусной линией «Ночной лайнер» («NightLiner») — NL6.

## Учреждения, организации и компании

### Школы
- Школа в Люстгартене (начальная школа)

### Детские сады
- Протестантский детский сад
- Городской детский сад

### Церкви
- Евангелическая церковь Хоэнветтерсбах-Бергвальд
- Католическая церковь св. Конрада

### Пожарная
- Добровольная пожарная команда Карлсруэ, Департамент Хоэнветтерсбах

### Компании
- Спортивный клуб Хоэнветтерсбах
- Хоэнветтерсбахский теннисный клуб
- Musikverein Hohenwettersbach
- Хоэнветтерсбахская Независимая ассоциация
- Поселенец сообщества Hohenwettersbach
- Друзья и сторонники школы в Люстгартен
- Liedertafel 1873 Hohenwettersbach
- Добровольное общество молодых пожарных-волонтёров
- Молодёжная католическая община